# محمد بن عبد الله الشبلي
أبو عبد الله محمد بن عبد الله الشبلي الدمشقيّ، بدر الدين بن تقي الدين (712 هـ - 769 هـ / 1312 - 1367 م)، فقيه حنفي. وُلد في دمشق، وكان والده قيّم الشبلية فيها. رحل إلى القاهرة وتولى قضاء طرابلس الشام في 755 هـ واستمر في القضاء حتى وفاته.

## سيرته
وُلد الشبلي في دمشق عام 712 هـ، ونشأ في بيئة علمية حيث كان والده قيّم الشبلية. رحل إلى القاهرة حيث درس وتعلم، ثم تولى قضاء طرابلس الشام. كان معروفًا بتثبته في أحكامه وتحقيقه لما يبديه على ألسنة أقلامه. كان أيضًا يشارك في الرباط على السواحل ويلبس السلاح ويقاتل.

## مؤلفاته
من أبرز مؤلفاته:
- آكام المرجان في أحكام الجان: كتاب يتناول أحكام الجن.[3]
- مختصر محاسن الوسائل إلى معرفة الاوائل: كتاب في التاريخ.
- رسالة في آداب الحمّام: كتاب يتناول آداب الحمام.
- تثقيف الألسنة بتعريف الأزمنة: كتاب في التاريخ.[4]
- الينابيع في معرفة الأصول والتفاريع: كتاب في الفقه.